# Алтынное
Алтынное — село в составе Октябрьского городского округа в Пермском крае.

## Географическое положение
Село расположено на реке Малый (Сухой) Телёс, в северной части округа, примерно в 32 километрах на север по прямой от поселка Октябрьский.

## Климат
Климат характеризуется как умеренно континентальный, с холодной продолжительной снежной зимой и коротким тёплым летом. Среднегодовая температура воздуха — +0,3 °C. Средняя температура воздуха самого холодного месяца (января) — −16,3 °C (абсолютный минимум — −49 °C); самого тёплого месяца (июля) — +16,5 °C (абсолютный максимум — +37 °C). Среднегодовое количество осадков составляет около 600 миллиметров, из которых большая часть выпадает в тёплый период. Снежный покров держится в течение 160—170 дней.

## История
Село известно с 1719 года как деревня Алтынникова, с 1747 уже упоминается как «село Егорьевское, Алтынное тож». В советское время здесь существовали колхозы «Особая Краснознаменная Дальневосточная армия», «Память Кирова» и им. Ленина. Село до 2020 года входило в состав Верх-Тюшевского сельского поселения Октябрьского района. После упразднения обоих муниципальных образований входит в состав Октябрьского городского округа.

## Население
Постоянное население составляло 410 человек в 2002 году (97 % русские), 230 человек в 2010 году. 